# Пальпала
Пальпала́ (ісп. Palpalá) — місто в аргентинській провінції Жужуй. Адміністративний центр однойменного департаменту.

## Географія
Місто лежить на плато Альтіплано у центрі провінції Жужуй.

### Клімат
Місто знаходиться у зоні, яка характеризується океанічним кліматом субтропічних нагір'їв. Найтепліший місяць — грудень із середньою температурою 23,3 °C. Найхолодніший місяць — червень, із середньою температурою 11,9 °С.
| Клімат Пальпали         | Клімат Пальпали | Клімат Пальпали | Клімат Пальпали | Клімат Пальпали | Клімат Пальпали | Клімат Пальпали | Клімат Пальпали | Клімат Пальпали | Клімат Пальпали | Клімат Пальпали | Клімат Пальпали | Клімат Пальпали | Клімат Пальпали |
| Показник                | Січ.            | Лют.            | Бер.            | Квіт.           | Трав.           | Черв.           | Лип.            | Серп.           | Вер.            | Жовт.           | Лист.           | Груд.           | Рік             |
| Середній максимум, °C   | 26,3            | 24,8            | 23,7            | 21,8            | 19,9            | 17,7            | 18              | 20,9            | 23,7            | 25,1            | 26,3            | 27,3            | 23              |
| Середня температура, °C | 23,2            | 22,1            | 20,5            | 18              | 14,9            | 11,9            | 11,9            | 14,2            | 17,3            | 20,9            | 22,2            | 23,3            | 18,4            |
| Середній мінімум, °C    | 14,6            | 13,8            | 12,9            | 10,3            | 6,4             | 3,6             | 2,4             | 4               | 7,2             | 10,6            | 12,7            | 14,4            | 9,4             |
| Норма опадів, мм        | 169.5           | 173.1           | 158.8           | 47.4            | 10.6            | 3.3             | 3.3             | 5.1             | 6.4             | 21.6            | 61.2            | 98.9            | 759.2           |
| Днів з опадами          | 13,6            | 12,8            | 12,3            | 7,1             | 3,6             | 1,9             | 1,7             | 1,5             | 2,4             | 5,4             | 9               | 12,5            | 83,8            |
| Вологість повітря, %    | 77.1            | 80.3            | 80.3            | 77.4            | 74.9            | 73.1            | 66.4            | 59.2            | 55              | 58.3            | 63.4            | 69.5            | 69.6            |
| ----------------------- | --------------- | --------------- | --------------- | --------------- | --------------- | --------------- | --------------- | --------------- | --------------- | --------------- | --------------- | --------------- | --------------- |
| Джерело: Weatherbase    |                 |                 |                 |                 |                 |                 |                 |                 |                 |                 |                 |                 |                 |